# سيخ كباب
سيخ الكباب Seekh kebab (Urdu: سیخ کباب, Hindi: सीख कबाब) الكباب هو عادةً عبارة عن لحم غنم مفروم ومتبل ، يتم تشكيله على أسياخ معدنية بشكل اسطواني ويشوى على الفح، وعادةً ما يتم طهيه على المنقل أو في فرن التنور. هذه الأكلة متعارف عليها في الباكستان والهند وبنغلاديش وأفغانستان. .

## المكونات
سيخ الكباب يكون ذو قوام طري وذو عصارة ومتبّل بالتوابل المختلفة مثل الزنجبيل والثوم والفلفل الأخضر الحار والفلفل الحار المطحون وجارام ماسالا، بالإضافة إلى عصير الليمون والكزبرة وأوراق النعناع. في بعض الأحيان يتم إضافة المزيد من الدهون لتعزيز النكهة. عادة ما يتم تقديم سيخ كباب مع الرايتا أو السلطة أو شرائح البصل أو شرائح الليمون أو الصلصة الخضراء وتؤكل مع نان أو باراثا.
كباب سيخ الشعبي هو توند كباب، كاكوري كباب وجيلافي سيخ كباب.

### الكباب النباتي
يصنع الكباب النباتي في الهند من الفاصوليا والجزر والبطاطس والقرنبيط والبازلاء الخضراء.

## انظر ايضًا
- كعكة سيخ
- قائمة الكباب
- كفتة
- سجق
- قائمة الكباب
- كباب كوبيده
- شيش كوفتة
- إيفابي
- كيبابتشي [الإنجليزية]
- أضنة كبابي